# Fluxx
Fluxx — настольная карточная игра с изменяющимися правилами. Она отличается от большинства других карточных игр тем, что правила и цель игры меняются на протяжении всей партии.

## История
Fluxx была изобретена Эндрю Луни и впервые была издана Looney Labs в 1996 году. Игра имела успех и год спустя Iron Crown Enterprises (ICE) получила на неё лицензию для более широкого распространения. Два года спустя ICE обанкротилась, и Looney Labs возобновили выпуск и распространение игры. В 2002 году Looney Labs издали исправленную версию оригинальной игры. В 2003 году Amigo Spiele, немецкая игровая компания, получила лицензию и выпустила немецкую версию Fluxx. В 2005 японская компания Hobby Japan выпустила свою версию игры. Также были издания на французском и датском языках. На русском языке игра была издана в 2014 году издательством «Мир хобби».

## Правила игры
В игре всего несколько несложных правил. Они настолько простые, что помещаются на одной карте. В игре пять типов карт: Basic rules (базовые правила), New rule (новое правило), Keeper (Хранитель), Goal (цель) и Action (действие). В более поздних выпусках были добавлены Creeper (крипер) и Meta rule (модификатор).
Все хранители имеют названия, такие как Chocolate (шоколад), Cookies (печенье) или Milk (молоко). Когда вы играете (вводите в игру) хранителя, вы кладёте его перед собой лицевой стороной вверх. Хранители не влияют на ход игры, однако очень часто они необходимы для победы. Но это целиком и полностью зависит от текущей цели игры.
В игре может быть только одна активная цель. Если будет сыграна другая карта цели, предыдущая кладётся в сброс. Цель описывает состояние, при котором игрок побеждает. Как правило, это наличие у игрока определённой пары сыгранных (выложенных на стол) хранителей. Если на столе перед игроком одновременно оказывается оба нужных хранителя — он считается победителем, даже если это происходит в чужой ход.
В свой ход можно сыграть действие, которое выполняется незамедлительно после ввода карты в игру. Некоторые карты действия позволяют игроку взять или сыграть дополнительные карты. Другие — дают возможность взять любую карту из стопки сброса или уничтожить текущее правило, приводят к воровству карт у соперников или перемешивают все хранители на столе. В общем, наводят хаос в игре.
Процесс игры меняется с помощью новых правил, вступающих в силу немедленно, как только сыграна карта. Существует четыре основные вида правил, влияющих на ход игры, которые определяют: сколько карт взять в начале хода (Draw N); сколько карт сыграть в свой ход (Play N); количество киперов в игре (Keeper limit N); количество карт в руках в конце хода (Hand limit N). Одновременно на столе может находиться по одному правилу каждого вида.
Каждый ход должен удовлетворять текущим правилам. Игроки пытаются получить преимущество, манипулируя правилами игры. Но для победы достаточно изменить цель и иметь необходимый набор карт, чтобы соответствовать этой цели. Однако бессмысленно пытаться что-то планировать, потому что всё может кардинально измениться уже к следующему вашему ходу.

## Виды карт
Изначально в игре было 5 видов карт: Basic Rules, New Rule, Keeper, Goal и Action. Позже были добавлены Creeper и Meta rule.
- Basic rules (базовые правила) — это основа, на которой строится вся дальнейшая игра. Согласно базовым правилам каждый игрок в свой ход должен взять из колоды одну карту и сыграть одну карту. В процессе игры эти правила могут меняться и дополняться, но эта карта всё время должна оставаться на столе.

- New rule (новое правило) — меняет текущие правила в игре или добавляет новые правила. Чтобы сыграть New rule, положите её лицевой стороной вверх рядом с Basiс rules. Если новое правило противоречит уже существующему в игре, то оно заменяет старое правило, которое кладётся в сброс. Новые правила вступают в силу немедленно.

Пример: Игрок в свой ход берёт из колоды 1 карту согласно базовым правилам и играет новое правило Draw 4 (взять 4 карты), которое требует от игроков в начале каждого хода брать из колоды 4 карты. После этого он должен немедленно добрать ещё три карты. Следующий игрок берёт из колоды уже 4 карты и играет карту Draw 2 (взять 2), которая снова изменяет правила. Но в этом случае он не берёт дополнительных карт, поскольку уже взял (хотя бы) 2 карты. Поскольку Draw 2 противоречит карте Draw 4, последняя идёт в сброс.
- Keeper (хранитель) — это предмет, необходимый для победы в игре. Чтобы сыграть хранителем, положите его лицевой стороной вверх перед собой. Обычно целью игры является наличие у игрока определённых хранителей на столе, например: Milk and cookies (молоко и печенье). Иногда достаточно всего одного кипера для победы. А бывают случаи, когда можно выиграть и без единого выложенного хранителя.

Примечание: У каждого игрока на столе может быть выложено любое количество киперов, удовлетворяющее текущим правилам игры.
- Goal (цель) — определяет, что нужно для победы. Она описыват состояние, при котором игрок считается победителем. Как правило, это наличие пары киперов. Например, цель Appliances (приборы) требует наличие хранителей Toaster (тостер) и Television (телевизор). В других случаях, это может быть наличие у игрока на столе любых пяти хранителей. А порой победу может принести наличие любых 10 карт в руке игрока.

Примечание: По правилам в игре может быть только одна цель, однако есть карта Double Agenda, которая позволяет иметь в игре одновременно две цели. При этом для победы достаточно удовлетворить любую из них.
- Action (действие) — позволяет игроку сделать некие действия, описанные на карте, такие как украсть карту, уничтожить правила и многие другие. Порой они наводят хаос в игре, а иногда вообще не оказывают никакого действия. После выполнения действия карта кладётся в сброс.

Примечание: Поскольку иногда действие карты Action требует ввести в игру (сыграть) ещё несколько карт, то всё, что в результате этого происходит, считается одним ходом (одной сыгранной картой).
- Creeper (рептилия) — это карта-паразит. Если из колоды (или при раздаче в начале игры) игрок получает карту Creeper, то он должен немедленно сыграть её (положить рядом с хранителями перед собой), а взамен её взять ещё одну карту (дополнительно). В отличие от хранителей, которые помогают выиграть, рептилии, наоборот, создают помеху для победы.

Пример: Игрок выполняет действие Draw 3 и берёт 3 карты. Если какие-либо из них оказываются рептилиями, он немедленно вводит их в игру и берёт взамен другие карты до тех пор, пока у него не будет 3-х не-рептилий. Затем игрок продолжает свой ход.
- Meta rule (модификатор) — меняет правила игры, как и любая карта New rule, однако Meta rule вводится в начале игры перед раздачей и действует всю игру до победы одного из игроков. Модификаторы вводятся только при согласии всех участников игры[2].

## Механика игры
Игра начинается с того, что в центр стола кладётся карта базовых правил Basic rules (см. выше). Карты перемешиваются, каждому игроку сдаётся по три карты, а остальные кладутся рубашкой вверх рядом с картой базовых правил, тем самым формируя колоду. Первым ходит тот, кто первый изъявит желание. Игроки ходят по часовой стрелке, выполняя все действия, описанные на картах, до тех пор, пока не наступит такое состояние, при котором один из игроков удовлетворит цель игры.
В свой ход игрок должен:
- взять из колоды нужное число карт (согласно текущим правилам)
- сыграть необходимое количество карт (согласно текущим правилам)
- сбросить лишние карты (до установленного ограничения Hand limit)
- переместить лишние хранители со стола в сброс (если есть Keeper limit)

С каждым ходом игроки выкладывают хранители, вводят новые правила или меняют саму цель игры.
В какой-то момент каждый пытается выложить пару хранителей, соответствующих текущей цели. Затем цель меняется, и теперь все собирают уже другую пару хранителей, или «десять карт в руках», или определенный хранитель при отсутствии на столе другого. Игроки могут менять правила, чтобы оказаться в более выгодном положении или поставить остальных игроков в невыгодное — иными словами, чтобы иметь преимущество перед другими игроками. Помимо этого в арсенале всегда имеются действия, такие как «поменяться картами», «сбросить все правила» и другие. Всё это позволяет разнообразить игру и сделать каждый раунд неповторимым.

## Комплекты карт

### Версии
- Fluxx 0.5 (прототип)
- Fluxx 1.0 (первая изданная версия; черно-белая, размер карт, как в покере)
- Fluxx 2.0 (новый вид карт, с использованием цвета, размер карт, как в бридже)
- Fluxx 2.1 (переиздание версии 2.0 с небольшими изменениями)
- Fluxx 3.0 (много карт убрано и добавлено, для лучшего игрового баланса)
- Fluxx 3.1 (убрано две карты, одна карта добавлена)
- Fluxx 4.0 (число карт увеличилось до 100, цветные, введены карты Meta rule и Creeper)

### Разновидности
Было выпущено несколько разновидностей игры Fluxx с другим набором карт, но с теми же правилами и стилем игры.
- Stoner Fluxx (ноябрь 2003)[3]
- EcoFluxx (осень 2005; игра раскрывает экологические проблемы)[4]
- Family Fluxx (осень 2005; полноцветное «семейное» издание)[5]
- Zombie Fluxx (октябрь 2007; адаптированные под тематику зомби)[6]
- Monty Python Fluxx (октябрь 2008; на тему телесериала Monty Python’s Flying Circus)[7]
- Fluxx 4.0 (ноябрь 2008; дополненное издание)[8]
- Martian Fluxx (сентябрь 2009; марсианская тематика)[9]
- EcoFluxx v2.0 (ноябрь 2009; переиздание)[10]
- Star Fluxx (сентябрь 2011)[11]
- Oz Fluxx (март 2012)[12]

Колоды EcoFluxx, Family Fluxx, Zombie Fluxx, Monty Python Fluxx, Fluxx 4.0, Martian Fluxx и все последующие можно смешивать, чтобы получить «Mega-Fluxx» (все карты этих изданий имеют одинаковую рубашку).

### Дополнения
- Flowers and Fluxx (подарочный набор: «Happy Flowers», колода Fluxx 3.0 и промо карта «Flowers»)
- Fluxx Blanxx, набор пустых карт для создания собственных дополнений.
- Jewish Fluxx (комплект из 7 карт, добавляющих к геймплею такие элементы, как Тора и Свечи)
- Christian Fluxx (комплект из 7 карт, добавляющих такие элементы, как Святая Библия и Крест)
- Castle (комплект из 7 карт для Monty Python Fluxx, добавляющих элементы Замка французов)

### Локализация
- Fluxx Español (издание на испанском языке; колода из 56 карт, добавлено несколько новых карт)[13]
- Deutsch Fluxx (издание на немецком от AmigoSpiel; переработанный Fluxx 3.0 с новым красочным дизайном)
- Japanese Fluxx (издание на японском языке; новый дизайн с цветными рисунками)
- Dutch Fluxx (издание на голландском языке; дизайн полностью скопирован с немецкого издания)